# Villages d'enfants tibétains
Pour les articles homonymes, voir TCV.

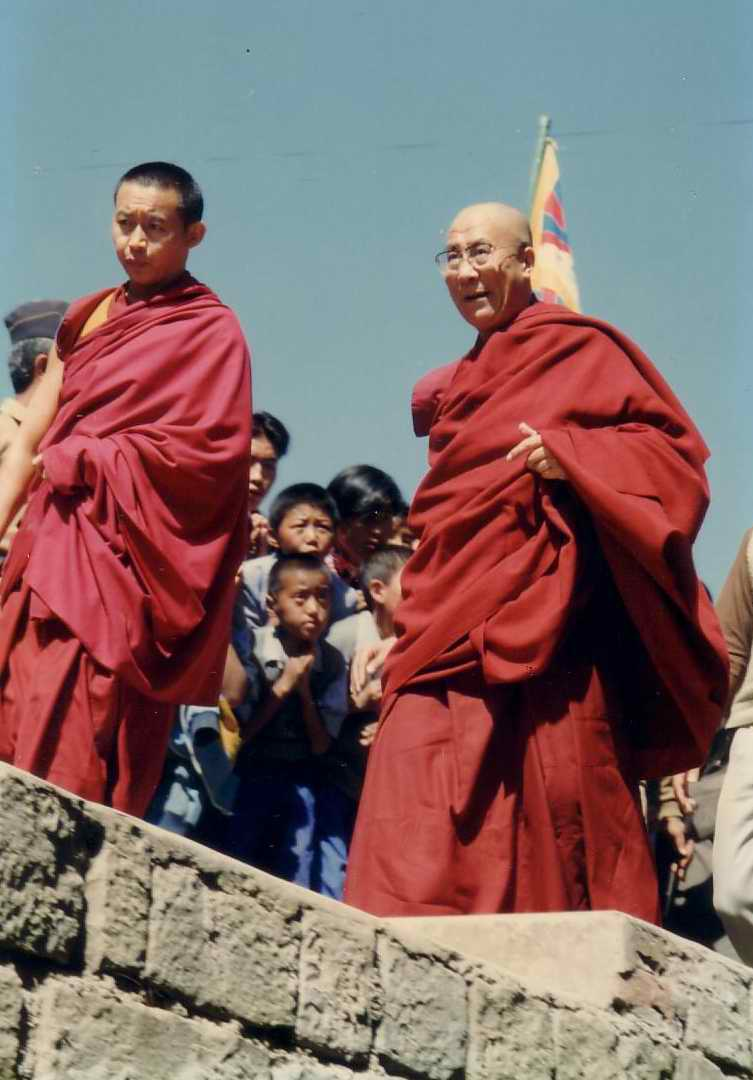
Le Dalaï Lama visitant un Tibetan Children's Village à Dharamsala, 1993

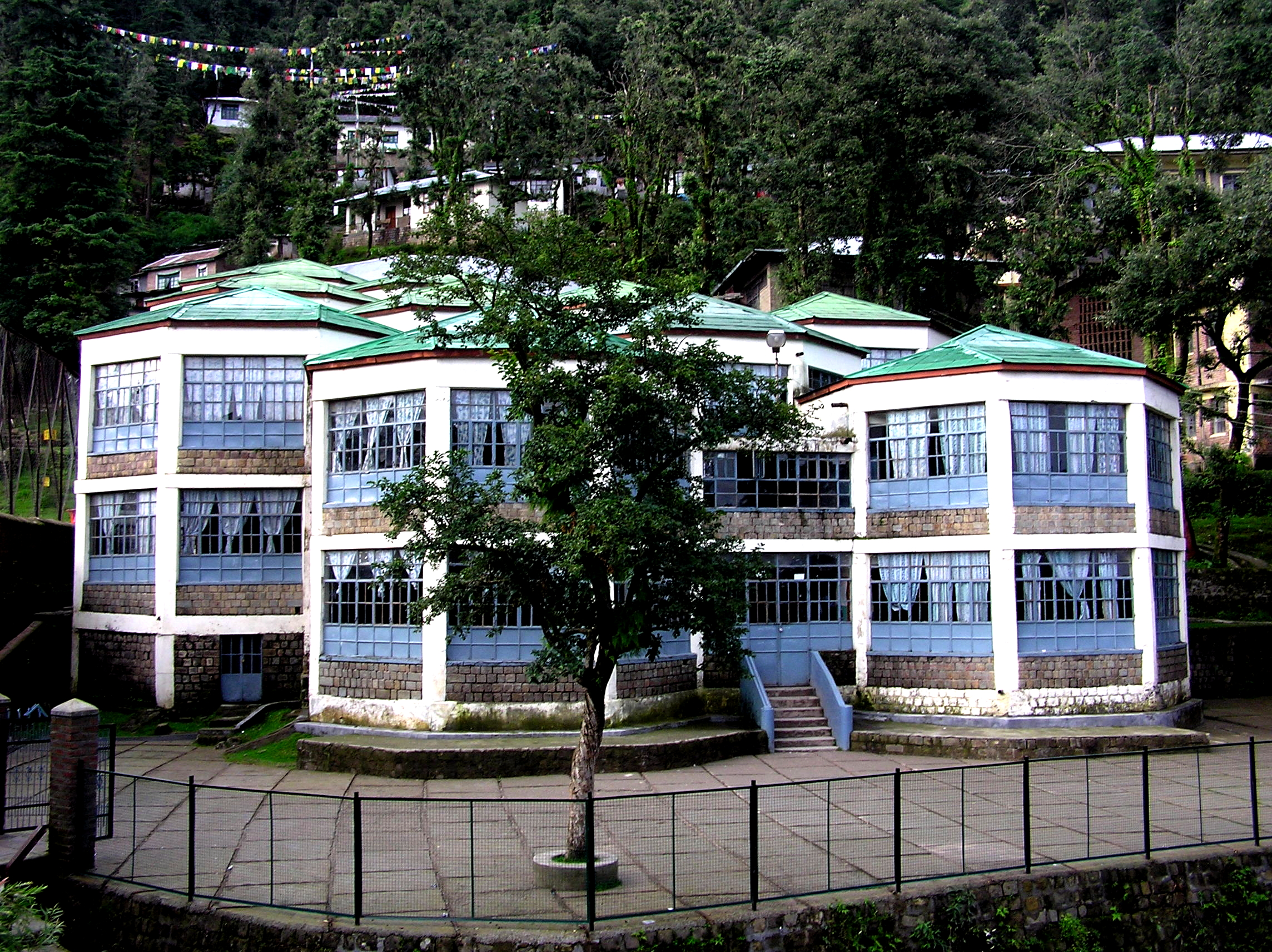
Vue de Tibetan Children's Villages, à McLeod Ganj, Dharamsala

Les Villages d'enfants tibétains (Tibetan Children's Villages ou TCV) constituent une communauté intégrée en exil pour le soin et l'éducation des enfants orphelins ou démunis exilés du Tibet. C'est une association à but non lucratif basée à Dharamsala dans le nord de l'Inde.

## Historique
Le TCV a été fondé le 17 mai 1960 à Dharamsala par Tsering Dolma,.
À la fin de la guerre sino-indienne, en 1962, émerge l'Establishment 22, une force frontalière Nepalo-Tibétaine dans l'armée indienne, dont les membres sont des étudiants diplômé des écoles du Tibetan Children,s Village, d'après Karma Yeshi, qui y fut entraîné. Cela continuera jusqu'à la fin des années 1980. 6000 tibétains y servaient et 30 000 y avaient été entraînés. Ils ont combattu dans la guerre indo-pakistanaise de 1971 qui vit la création du Bangladesh et dans l'opération Meghdoot (en), pendant les combats indo-pakistanais à Kargil,[source insuffisante].
Après la mort de Tsering Dolma en 1964, sa sœur aînée, Jetsun Pema, sœur du 14e dalaï lama, poursuivit la tâche de cette dernière qui s'était consacrée aux orphelins tibétains. Jetsun Pema a présidé la fondation du TCV depuis sa création en juin 1964, jusqu'en août 2006. Monsieur Tsewang Yeshi lui a succédé. Le TCV a une diffusion de réseau à travers l'Inde avec plus de 12 000 enfants sous sa responsabilité.
En France, le TCV est en relation avec la Fondation Alexandra David-Néel, une association située à Digne-les-Bains, ainsi qu'avec l'association Aide à l'enfance tibétaine, située à Paris.
En 2009, sous la responsabilité du TCV, le Gouvernement tibétain en exil et Jetsun Pema ont fondé la première université tibétaine en exil à Bangalore (Inde) qui a été nommé «l'Institut d'études supérieures du Dalaï Lama». Les objectifs de cette université sont d'enseigner la langue tibétaine et la culture tibétaine, mais aussi la science, les arts, le conseil et la technologie d'informations aux étudiants tibétains en exil,,.
En octobre 2015, le TCV célébra son 55e anniversaire avec comme invité d'honneur le 17e karmapa, le porte-parole du Parlement tibétain Penpa Tsering et le ministre de la religion et de la culture Pema Chinjor, en présence du directeur du TCV Tsewang Yeshi.

## Anciens élèves
- Thubten Samphel
- Tenzin Choegyal
- Dawa Phunkyi
- Kalsang Rinchen
- Tenzin Loungtog Thrinlè Chöpa
- Tenzing Rigdol
- Sherab Woeser
- Bhuchung D. Sonam
- Thubten Samdup
- Lukar Jam Atsok
- Phurbu T. Namgyal
- Lhagyari Namgyal Dolkar
- Kyinzom Dhongdue
- Tencho Gyatso